# Martin Kovacs
Martin Kovacs (* 21. März 1980 in Kassel) ist ein deutscher Klassischer Archäologe.

## Leben
Martin Kovacs studierte in den Jahren 2000 bis 2006 Klassische Archäologie, Alte Geschichte und Christliche Archäologie und Byzantinische Kunstgeschichte an den Universitäten Göttingen und Köln und schloss 2006 mit dem Magister ab. 2007 bis 2011 promovierte er in Göttingen bei Marianne Bergmann mit einer Arbeit über Porträtplastik der Spätantike. Für die Dissertation erhielt er das Reisestipendium des Deutschen Archäologischen Instituts und bereiste 2011–12 Länder des Mittelmeerraums. 2012 bis 2016 war er wissenschaftlicher Mitarbeiter am Sonderforschungsbereich 948 Helden – Heroisierungen – Heroismen an der Universität Freiburg, wo er sich 2018 mit einer Studie zum Porträt Alexander des Großen habiliterte. 2016/17 und 2018 war er wissenschaftlicher Rat in Vertretung an der Universität Würzburg. 2017 wurde er wissenschaftlicher Mitarbeiter am Sonderforschungsbereich 1070 RessourcenKulturen an der Universität Tübingen, 2019 am dortigen Sonderforschungsbereich 1391 Andere Ästhetik. 2020 vertrat er die Professur für Klassische Archäologie an der Universität Freiburg.
Für seine Forschungen im Bereich der Spätantike wurde er 2018 mit dem Max-Weber-Preis der Bayerischen Akademie der Wissenschaften ausgezeichnet. Für seine Habilitationsschrift erhielt er 2019 den Ernst von Sieglin-Forschungspreis für NachwuchswissenschaftlerInnen der Klassischen Archäologie des Instituts für Klassische Archäologie der Universität Tübingen.
Schwerpunkte von Kovacs' Arbeit liegen im Bereich der antiken visuellen Kultur, des Repräsentationswesens der Spätantike, der Skulpturenforschung sowie insbesondere des antiken Porträts. Hier erweitert er die traditionell mit seiner alma mater Göttingen verbundene typologische Schule, indem er sie mit dichten Beschreibungen kulturgeschichtlicher Zusammenhänge verbindet.

## Schriften (Auswahl)
- Kaiser, Senatoren und Gelehrte – Untersuchungen zum spätantiken männlichen Privatporträt. (= Spätantike – Frühes Christentum – Byzanz Reihe B, Bd. 40). Reichert, Wiesbaden 2014, ISBN 978-3-89500-843-6 (Dissertation).
- Vom Herrscher zum Heros. Die Bildnisse Alexanders des Großen und die Imitatio Alexandri (= Tübinger Archäologische Forschungen Bd. 34). Leidorf, Rahden/Westf. 2022, ISBN 978-3-89646-865-9.
- als Herausgeber zusammen mit Annette Gerok-Reiter, Volker Leppin, Irmgard Männlein-Robert: Schein und Anschein. Dynamiken ästhetischer Praxis in der Vormoderne (= Andere Ästhetik. Koordinaten Bd. 3). De Gruyter, Berlin/Boston 2023, ISBN 978-3-11-069270-9.